# Szent József-székesegyház (Temuco)
A Szent József-székesegyház a római katolikus egyház Chilében található Temucói egyházmegyéjének a székesegyháza.

## Története
A temucói plébániának a 20. század elejéig még csak ideiglenesen felépített kápolnái voltak, temploma nem. Az első templom 1908 és 1912 között épült fel: ennek a háromhajós, klasszicista épületnek a retablója Szent Józsefet ábrázolta, valamint volt még két mellékoltára is. 1923-ban egy újabb, barlangszerű oltárt építettek a lourdes-i Szűz Mária tiszteletére, de ezt 1957-ben, amikor átépítették a templomot, elbontották. Ugyanekkor azonban felújítottak egy másik oltárt, ahol egy ereklyetartóban egy szent kereszt-relikviát helyeztek el. 1944-ben Alejandro Menchaca Lira püspök is elkezdett egy felújítást és épületátalakítást, amelynek során a templom modern homlokzatot kapott, amelyen egy szoborfülkét alakítottak ki, ahova egy Szent Józsefet a gyermek Jézussal a karjaiban ábrázoló szobrot helyeztek el. Egyúttal kicserélték a padlót, és új bronzlámpákat helyeztek üzembe. A templom minden nap reggel 7-től este 8-ig nyitva volt, és szinte nem volt olyan pillanat, amikor éppen senki sem imádkozott volna benne. Úgy tartják, lopás sem történt soha a templomban.
Az első püspököt, Prudencio Contardót, aki addig egyházmegyei kormányzó volt, 1926. május 5-én, a Notabiliter Aucto bulla életbe lépésével nevezték ki. Ugyanekkor a korábban a Concepcióni püspökséghez tartozó templom székesegyházi rangra emelkedett.
Az 1960-as földrengés a város összes olyan épületét megrongálta, amelyek még régi technológiával, betonmegerősítés nélkül készültek téglából. Ilyen volt a székesegyház is, amely ugyan nem dőlt össze, de olyan rossz állapotba került, hogy a lebontása mellett döntöttek. Az utolsó misét 1960. május 22-én, még éppen a rengés előtt celebrálták benne.
1987-ig a Szent Kereszt Kollégium által átengedett kápolnát használták ideiglenes székesegyházként, bár az ötlet, hogy egy újat kellene építeni, már 1970-től kezdve megvalósulni látszott Bernardino Piñera püspök munkájának köszönhetően. Már az épület tervei is készültek, ám a kormány végül olyan döntést hozott, amely megakasztotta a továbblépést. Az 1978-tól működő új püspök, Sergio Contreras Navia újra belekezdett a munkába, pályázatot írtak ki a környék építészei számára, amelyet végül Gerardo Rendel nyert meg. Az új épület ünnepélyes alapkőletételére Szent József napján, 1981. március 19-én került sor. Amellett, hogy számos adománygyűjtő kampány folyt a városban, II. János Pál pápa és több külföldi egyházszervezet is segítette az építkezést.

## Leírás
A modern stílusú templom Temuco belvárosában, a Plaza de Armas tér északi oldalán áll. Az alacsony főépületnél sokkal feltűnőbb a szomszédban álló magas, üvegtáblákkal borított harangtorony, a Torre Campanario.